# Legendarnaya pyl
„Legendarnaya pyl” (ros. Легендарная пыль, stylizowane na, LEGENDARNAYA PYL) – trzeci album studyjny rosyjskiego rapera Morgenshterna, wydany 17 stycznia 2020 roku przez Zhara Distribution. Gościnnie na albumie wystąpili: Slava Marlow (który odpowiada też za produkcję całego krążka), Frame Tamer oraz Vitja AK. Album został w całości nagrany w zaledwie tydzień.

## Lista utworów
Lista utworów.
| 1.                       | Я пыль                                                 | Slava Marlow | 1:48 |
| 2.                       | Съел деда (gościnnie: Slava Marlow)                    | Slava Marlow | 1:48 |
| 3.                       | Четыре украинки                                        | Slava Marlow | 2:02 |
| 4.                       | Е! Банная                                              | Slava Marlow | 2:15 |
| 5.                       | Она - оно                                              | Slava Marlow | 1:37 |
| 6.                       | Красное вино фристайл (gościnnie: Frame Tamer)         | Slava Marlow | 2:51 |
| 7.                       | Домофон / Чича (gościnnie: Frame Tamer i Slava Marlow) | Slava Marlow | 1:32 |
| 8.                       | Ратататата (gościnnie: Vitja AK)                       | Slava Marlow | 1:58 |
| 9.                       | Опа                                                    | Slava Marlow | 1:59 |
| 10.                      | Последняя                                              | Slava Marlow | 3:01 |
| Całkowita długość: 20:51 |                                                        |              |      |

## Sukces komercyjny
Album stał się największym sukcesem w karierze Morgenshterna, zdobywając milion odtworzeń na VK w ciągu pierwszej pół godziny od wydania i pięć milionów odtworzeń w jedenaście godzin. W ciągu pierwszych dwóch dni po premierze album został przesłuchany na VK ponad 21 milionów razy, co jest rekordem na tej platformie. Krążek uplasował się na 12 miejscu na liście przebojów w Estonii, 10 na Łotwie oraz 71 na Litwie.

## Pozycję na listach
| Lista (2020) | Pozycja |
| ------------ | ------- |
| Estonia      | 12      |
| Łotwa        | 10      |
| Litwa        | 71      |